# Fivehead
Fivehead is een civil parish in het bestuurlijke gebied South Somerset, in het Engelse graafschap Somerset met 609 inwoners.